# Nakayama Satoshi
Satoshi Nakayama (sinh ngày 7 tháng 11 năm 1981) là một cầu thủ bóng đá người Nhật Bản.

## Sự nghiệp câu lạc bộ
Satoshi Nakayama đã từng chơi cho Gamba Osaka, Nagoya Grampus Eight, Roasso Kumamoto, Mito HollyHock, V-Varen Nagasaki và FC Ryukyu.